# Ipomoea tapirapoanensis
Ipomoea tapirapoanensis är en vindeväxtart som beskrevs av Frederico Carlos Hoehne. Ipomoea tapirapoanensis ingår i släktet praktvindor, och familjen vindeväxter. Inga underarter finns listade i Catalogue of Life.